# Defamation
Defamation er en dansk dokumentarfilm fra 2009, der er instrueret af Yoav Shamir efter manuskript af ham selv, Karoline Leth og Danny Wool.

## Handling
Hvad er antisemitisme? Og eksisterer begrebet stadig to generationer efter Holocaust? Den israelske instruktør Yoav Shamir begiver sig ud på en verdensomspændende rejse med det formål at undersøge, om "det gamle had" mod det jødiske folk stadig findes. Filmen præsenterer en række jødiske debattører med markante, men forskellige holdninger, som giver deres bud på den moderne fremstilling af begrebet antisemitisme. I filmen medvirker blandt andre historikeren Norman Finkelstein, forfatterne Stephen Walt og John J. Mearsheimer, samt instruktørens bedstemor, som påstår, at hun er 'den rigtige jøde'. Filmen eksisterer på grænsen mellem antizionisme, der afviser forestillingen om en jødisk stat, og antisemitisme, afvisningen af jøder. Bruges den første som undskyldning for den anden? Og er der en forskel mellem nutidens antisemitisme og den almindelige, gamle racisme, som berører alle minoriteter?